# Lugos (Gironde)

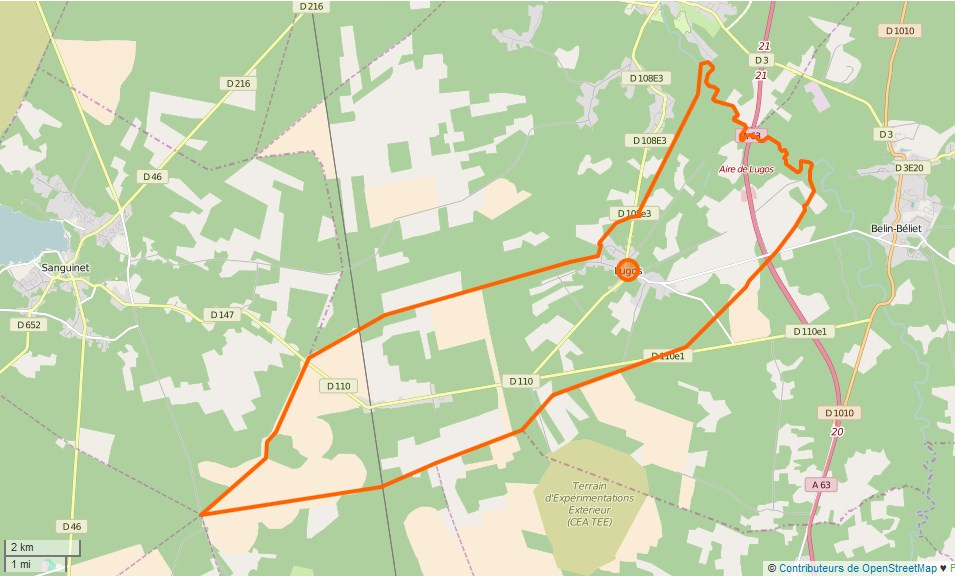
Gemeindegrenzen von Lugos (Gironde)

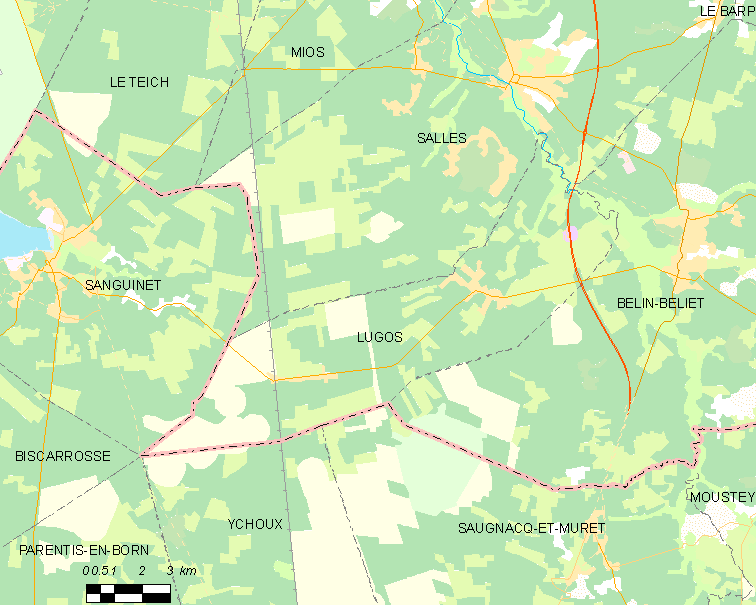
Umgebungskarte von Lugos (Gironde)

Lugos ist eine französische Gemeinde mit 1137 Einwohnern (Stand 1. Januar 2022) im Département Gironde in der Region Nouvelle-Aquitaine. Sie gehört zum Regionalen Naturpark Landes de Gascogne und ist Teil des Kommunalverbands Communauté de communes du Val de l’Eyre.

## Geschichte
1849 zog die ganze Gemeinde Lugos an einen anderen Platz um, das alte Dorf Vieux Lugos wurde verlassen.
Zur Gemeinde Lugos gehört der Weiler La Gare de Lugos, der sich etwa sechs Kilometer südwestlich des Ortskerns von Lugos befindet. Gare de Lugos hat seinen Namen von der Bahnlinie, die durch das Dorf führt. Bis in die 1970er Jahre gab es in Gare de Lugos einen Bahnhof.

## Bevölkerungsentwicklung
| Jahr                      | 1962 | 1968 | 1975 | 1982 | 1990 | 1999 | 2012 | 2016 |
| Einwohner                 | 425  | 390  | 391  | 415  | 476  | 558  | 858  | 907  |
| Quelle: Cassini und INSEE |      |      |      |      |      |      |      |      |

## Sehenswürdigkeiten
Die Kirche von Vieux Lugos stammt aus dem 11. Jahrhundert. Sie ist mit Wandmalereien aus dem 15. Jahrhundert geschmückt und wurde 1957 als Monument historique (historisches Denkmal) klassifiziert.